# Hatillo de Loba
Pour les articles homonymes, voir Hatillo.
Hatillo de Loba est une municipalité située dans le département de Bolívar, en Colombie.